# Francia nella guerra civile americana

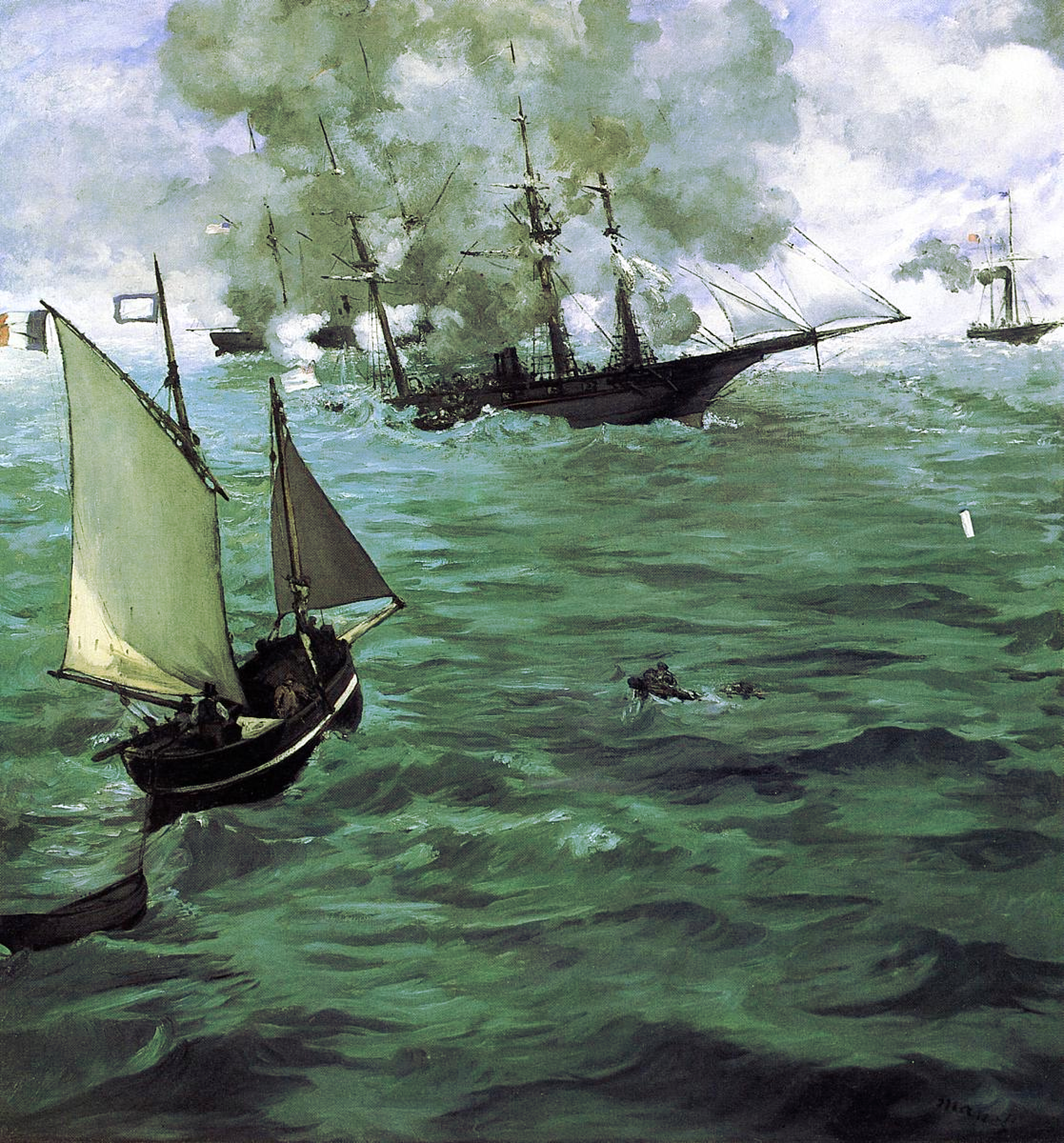
La battaglia della Kearsarge e della Alabama, di Édouard Manet, rappresenta la vittoria dell'Unione nella Battaglia di Cherbourg (1864)

Il Secondo impero francese rimase ufficialmente neutrale nel corso della guerra civile americana e non riconobbe mai lo status degli Stati Confederati d'America. Gli Stati Uniti avvisarono tutte le potenze straniere che qualsiasi provvedimento preso in favore dei Confederati sarebbe stato equiparato ad una dichiarazione di guerra da parte dei nordisti. La Francia era riluttante ad agire senza l'appoggio degli inglesi, il governo inglese si rifiutò di intervenire nel conflitto.
L'imperatore Napoleone III realizzò che una guerra contro gli Stati Uniti senza alleati sarebbe stato un disastro per la Francia. Ad ogni modo, l'industria tessile utilizzava il cotone e Napoleone aveva inviato un'armata a mantenere il controllo del Messico, area che avrebbe significato un notevole aiuto per i confederati. Nel contempo, altri capi politici francesi come il ministro degli esteri Édouard Thouvenel diedero pubblicamente il loro appoggio agli Stati Uniti.

## Opinione pubblica ed economia

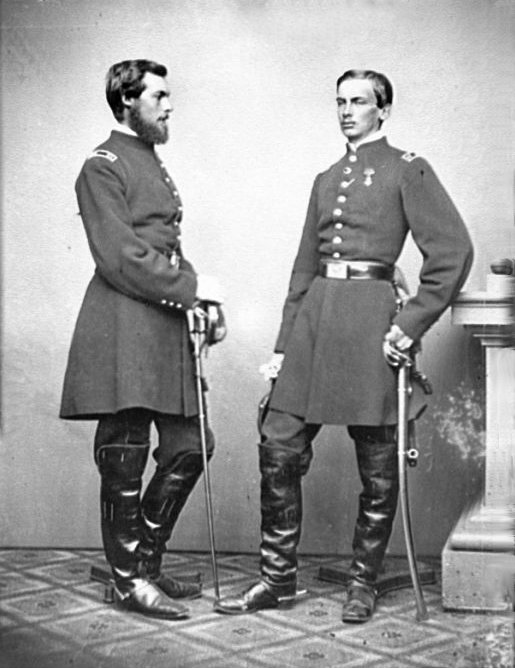
Filippo d'Orléans, conte di Parigi e suo fratello Roberto, duca di Chartres prestarono entrambi servizio come ufficiali nell'esercito dell'Unione americana.

I 22 giornali politici di Parigi riflettevano la varietà dell'opinione pubblica francese dell'epoca sull'argomento della guerra civile americana. La loro posizione sulla guerra era determinata dalle loro visioni politiche relative alla democrazia e dal loro rapporto col governo di Napoleone III. Problemi come la schiavitù, l'Incidente del Trent che coinvolse la Gran Bretagna e l'impatto economico sull'industria cotoniera francese non influenzò gli editori. La Confederazione era supportata dai conservatori che sostenevano il governo di Napoleone III, dai legittimisti leali alla casa di Borbone e dai cattolici. L'Unione era sostenuta dai repubblicani e dagli orleanisti (che volevano un discendente di Luigi Filippo di Francia sul trono).

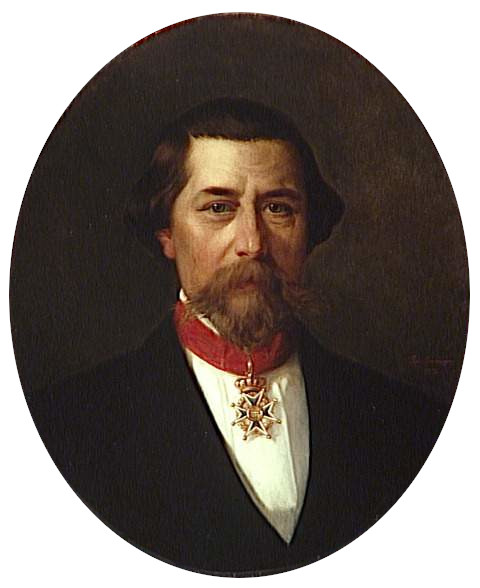
Pierre-Paul Pecquet du Bellet, agente diplomatico ufficioso francese presso gli stati Confederati

Tra il 1861 ed il 1865, il blocco dell'Unione tagliò le esportazioni dei confederati che quindi non poterono più esportare il cotone verso l'Europa e verso la Francia. La Francia ad ogni modo aveva un notevole accumulo di cotone e non terminò le scorte sino alla fine del 1862. Dal 1863 gli ammanchi di materia prima causarono la famine du coton (carestia del cotone). I mulini presenti in Alsazia, Nord-Pas-de-Calais e Normandia videro i prezzi del cotone raddoppiare dal 1862 e vennero costretti a licenziare molti lavoratori. Ad ogni modo copiose furono le importazioni di cotone dall'India e dai territori dell'Unione. Napoleone III era intenzionato ad aiutare la Confederazione, ma i suoi due ministri degli esteri si opponevano decisamente a questo progetto, come del resto molti interessi di stato, pur riconoscendo la basilarità del commercio del cotone con l'America. L'Unione era la principale importatrice di seta, vini, orologi, stoviglie e porcellane francesi ed a sua volta era la principale esportatrice di grano potassa verso la Francia. Pertanto la Francia rimase neutrale nel conflitto.

## Politica di governo
Il governo francese considerava la guerra in America come un interesse minore per la Francia e pertanto si rivolse ad altri orizzonti economici in Europa e nel mondo. L'imperatore Napoleone III era interessato all'area dell'America centrale per questioni di commercio e per l'idea di costruire un canale transoceanico. Egli sapeva che gli Stati Uniti erano già stati tolleranti nei suoi confronti per l'aver tollerato il suo piano per creare un nuovo impero in Messico, dove le sue truppe sbarcarono nel dicembre 1861, ma che si sarebbero opposti al suo intervento a favore dei confederati.
William L. Dayton, ambasciatore americano in Francia, si incontrò col ministro degli esteri Édouard Thouvenel, il quale era favorevole all'Unione ed influente nella diplomazia di Napoleone. Ad ogni modo, Thouvenel si dimise dal proprio incarico nel 1862.
Il delegato confederato a Parigi, John Slidell, non venne ricevuto ufficialmente. Ad ogni modo, egli fece delle offerte a Napoleone III secondo le quali, in cambio del riconoscimento della Confederazione da parte della Francia ed un aiuto a rompere il blocco navale, la Confederazione avrebbe venduto il proprio cotone in esclusiva alla Francia. Il conte Walewski ed Eugène Rouher erano concordi ad accettare questo progetto, ma la disapprovazione degli inglesi e la cattura di New Orleans da parte delle forze dell'Unione nella primavera del 1862 portarono la diplomazia francese a rigettare il piano. Nel 1864, Napoleone III inviò un suo uomo di fiducia, Thomas W. Evans, come diplomatico ufficioso presso Lincoln ed il segretario di stato William H. Seward. Evans convinse Napoleone che la sconfitta del sud era ormai imminente.
Slidell riuscì a negoziare n prestito di 15.000.000 di dollari presso Frédéric Émile d'Erlanger ed altri capitalisti francesi. Il denaro venne utilizzato per fabbricare navi da guerra e per rifornimenti militari da fornire ai violatori di blocco.

## Proposta di armistizio
La Francia propose una mediazione congiunta con la Gran Bretagna e la Russia per porre fine alla guerra pensando all'impatto negativo che avrebbe potuto avere sull'economia europa una completa sconfitta degli stati del sud ed in particolare sul mercato del cotone.
Napoleone III disse:
La proposta venne data alle stampe sui giornali francesi il 15 novembre 1862 dopo lunghe discussioni con i rappresentanti della Confederazione e della Gran Bretagna nell'ottobre di quello stesso anno.

## La guerra
Nel mantenimento della propria neutralità, il governo francese bloccò ad ogni modo la vendita della CSS Stonewall alla Confederazione nel febbraio del 1864 e la rivendette alla marina reale danese. Ad ogni modo, i danesi si rifiutarono di accettare la nave per delle discussioni sul prezzo col costruttore, L'Arman. L'Arman vendette successivamente e segretamente la nave ai confederati nel gennaio del 1865.
La Francia riprese le proprie relazioni diplomatiche ordinarie con gli Stati Uniti nel 1866, e ritirò le sue truppe dal Messico dopo le minacce di Washington.